# Lista de campeões europeus da WWE

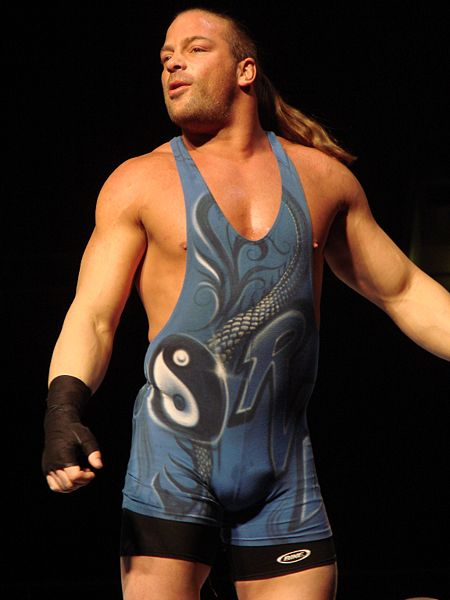
Rob Van Dam foi o último Campeão Europeu.

Essa é uma lista de lutadores que foram Campeões Europeus da WWF/E. O WWE European Championship foi um título de wrestling profissional disputado na World Wrestling Federation/Entertainment, tendo sido criado em 26 de fevereiro de 1997. O primeiro campeão foi The British Bulldog, que derrotou Owen Hart na final de um torneio. O título foi abandonado em 1999, quando Shane McMahon o escondeu. Ele foi encontrado por Mideon, que reativou o título. Ele foi aposentado em 22 de julho de 2002, quando o Campeão Intercontinental Rob Van Dam derrotou o Campeão Europeu Jeff Hardy para unificar os títulos. Existiram 27 campeões e 37 reinados.

## História

### Nomes
| Nome                      | Anos                             |
| ------------------------- | -------------------------------- |
| WWF European Championship | Fevereiro de 1997 - Maio de 2002 |
| WWE European Championship | Maio de 2002 - Julho de 2002     |

### Reinados
| #   | Lutador             | Reinados | Data                    | Dias com o título | Local                   | Evento                      | Notas |
| --- | ------------------- | -------- | ----------------------- | ----------------- | ----------------------- | --------------------------- | --- |
| 1   | The British Bulldog | 1        | 26 de fevereiro de 1997 | 206               | Berlim, Alemanha        | Raw                         | Derrotou Owen Hart na final de um torneio. |
| 2   | Shawn Michaels      | 1        | 20 de setembro de 1997  | 82                | Birmingham, Inglaterra  | One Night Only              | [ 9 ] |
| 3   | Triple H            | 1        | 22 de dezembro de 1997  | 40                | Lowell, MA              | Raw                         | Exibido em 22 de dezembro. Michaels foi forçado a defender o título contra Helmsley pelo Comissário da WWF Slaughter. Michaels perdeu a luta propositadamente.                 |
| 4   | Owen Hart           | 1        | 20 de janeiro de 1998   | 55                | Davis, CA               | Raw                         | Exibido em 26 de janeiro. Derrotou Goldust, que estava fantasiado de Triple H. Comissário Slaughter deu o título a Hart considerando que Goldust substituía Triple H.          |
| 5   | Triple H            | 2        | 16 de março de 1998     | 120               | Phoenix, AZ             | Raw                         | [ 12 ] |
| 6   | D'Lo Brown          | 1        | 14 de julho de 1998     | 63                | Binghamton, NY          | Raw                         | Exibido em 20 de julho. |
| 7   | X-Pac               | 1        | 15 de setembro de 1998  | 14                | Sacramento, CA          | Raw                         | Exibido em 21 de setembro. |
| 8   | D'Lo Brown          | 2        | 29 de setembro de 1998  | 19                | East Lansing, MI        | Raw                         | Exibido em 5 de outubro. |
| 9   | X-Pac               | 2        | 18 de outubro de 1998   | 120               | Rosemont, IL            | Judgment Day: In Your House | [ 16 ] |
| 10  | Shane McMahon       | 1        | 15 de fevereiro de 1999 | 43                | Birmingham, AL          | Raw                         | Derrotou X-Pac em uma luta de duplas com Shane McMahon e Kane vs. Triple H e X-Pac.                                                                                            |
| 10* | Abandonado          | 0        | 30 de março de 1999     | 0                 | Uniondale, NY           | Sunday Night Heat           | Exibido em 4 de abril. McMahon "se aposentou como campeão." |
| 11  | Mideon              | 1        | 21 de junho de 1999     | 34                | Memphis (Tennessee), TN | Raw                         | McMahon deu o título a Mideon após ele ter encontrado em sua mala. |
| 12  | D'Lo Brown          | 3        | 25 de julho de 1999     | 28                | Buffalo, NY             | Fully Loaded (1999)         | Foi o primeiro a manter o European Championship e o WWF Intercontinental Championship ao mesmo tempo.                                                                          |
| 13  | Jeff Jarrett        | 1        | 22 de agosto de 1999    | 1                 | Minneapolis, MN         | SummerSlam (1999)           | Também pelo Intercontinental Championship de Brown. |
| 14  | Mark Henry          | 1        | 23 de agosto de 1999    | 34                | Ames, IA                | Raw                         | Jarrett deu o título a Henry por ele ter ajudado Jarrett a derrotar D'Lo Brown no SummerSlam.                                                                                  |
| 15  | D'Lo Brown          | 4        | 26 de setembro de 1999  | 30                | Charlotte, NC           | Unforgiven (1999)           | [ 20 ] |
| 16  | The British Bulldog | 2        | 26 de outubro de 1999   | 47                | Springfield, MA         | SmackDown                   | Exibido em 28 de outubro. |
| 17  | Val Venis           | 1        | 12 de dezembro de 1999  | 58                | Sunrise, FL             | Armageddon (1999)           | Também envolveu D'Lo Brown. |
| 18  | Kurt Angle          | 1        | 8 de fevereiro de 2000  | 54                | Austin, TX              | SmackDown                   | Exibido em 10 de fevereiro, no SmackDown!. |
| 19  | Chris Jericho       | 1        | 2 de abril de 2000      | 1                 | Anaheim, CA             | WrestleMania 2000           | Ganhou a segunda queda em uma luta de duas quedas contra Angle e Chris Benoit (a primeira queda era pelo Intercontinental Championship); derrotou Benoit para ganhar o título. |
| 20  | Eddie Guerrero      | 1        | 3 de abril de 2000      | 111               | Los Angeles, CA         | Raw                         | [ 25 ] |
| 21  | Perry Saturn        | 1        | 23 de julho de 2000     | 37                | Dallas, TX              | Fully Loaded (2000)         | [ 26 ] |
| 22  | Al Snow             | 1        | 29 de agosto de 2000    | 48                | Fayetteville, NC        | SmackDown                   | Exibido em 31 de agosto. |
| 23  | William Regal       | 1        | 16 de outubro de 2000   | 47                | Detroit, MI             | Raw                         | Ganhou o título no Raw. |
| 24  | Crash Holly         | 1        | 2 de dezembro de 2000   | 2                 | Sheffield, England      | Rebellion (2000)            | [ 29 ] |
| 25  | William Regal       | 2        | 4 de dezembro de 2000   | 49                | East Rutherford, NJ     | Raw                         | [ 30 ] |
| 26  | Test                | 1        | 22 de janeiro de 2001   | 69                | Lafayette, LA           | Raw                         | [ 31 ] |
| 27  | Eddie Guerrero      | 2        | 1 de abril de 2001      | 23                | Houston, TX             | WrestleMania X-Seven        | [ 32 ] |
| 28  | Matt Hardy          | 1        | 24 de abril de 2001     | 125               | Denver, CO              | SmackDown                   | Exibido em 26 de abril. |
| 29  | The Hurricane       | 1        | 27 de agosto de 2001    | 56                | Grand Rapids, MI        | Raw                         | [ 34 ] |
| 30  | Bradshaw            | 1        | 22 de outubro de 2001   | 8                 | Kansas City, MO         | Raw                         | [ 35 ] |
| 31  | Christian           | 1        | 30 de outubro de 2001   | 91                | Cincinnati, OH          | SmackDown                   | Exibido em 1 de novembro. |
| 32  | Diamond Dallas Page | 1        | 29 de janeiro de 2002   | 49                | Norfolk, VA             | SmackDown                   | Exibido em 31 de janeiro. |
| 33  | William Regal       | 3        | 19 de março de 2002     | 20                | Ottawa, ON              | SmackDown                   | Exibido em 21 de março. Se tornou exclusivo do Raw quando Regal foi transferido para o Raw em 26 de março de 2002.                                                             |
| 34  | Spike Dudley        | 1        | 8 de abril de 2002      | 28                | Phoenix, AZ             | Raw                         | Título foi renomeado WWE European Championship em 5 de maio de 2002. |
| 35  | William Regal       | 4        | 6 de maio de 2002       | 63                | Hartford, CT            | Raw                         | [ 40 ] |
| 36  | Jeff Hardy          | 1        | 8 de julho de 2002      | 14                | Filadélfia, PA          | Raw                         | [ 5 ] |
| 37  | Rob Van Dam         | 1        | 22 de julho de 2002     | 0                 | Grand Rapids, MI        | Raw                         | Reconhecido pela WWE como último campeão. |
| -   | Desativado          | 0        | 22 de julho de 2002     | 0                 | Grand Rapids, MI        | Raw                         | Van Dam unificou o European Championship e o WWE Intercontinental Championship.                                                                                                |

## Lista de reinados combinados
| Posição | Lutador             | # de reinados | Dias combinados |
| ------- | ------------------- | ------------- | --------------- |
| 1.      | British Bulldog     | 2             | 253             |
| 2.      | William Regal       | 4             | 179             |
| 3.      | Triple H            | 2             | 160             |
| 4.      | D'Lo Brown          | 4             | 140             |
| 5.      | Eddie Guerrero      | 2             | 134             |
| 5.      | X-Pac               | 2             | 134             |
| 7.      | Matt Hardy          | 1             | 125             |
| 8.      | Christian           | 1             | 91              |
| 9.      | Shawn Michaels      | 1             | 82              |
| 10.     | Test                | 1             | 69              |
| 11.     | Val Venis           | 1             | 58              |
| 12.     | The Hurricane       | 1             | 56              |
| 13.     | Owen Hart           | 1             | 55              |
| 14.     | Kurt Angle          | 1             | 54              |
| 15.     | Diamond Dallas Page | 1             | 49              |
| 16.     | Al Snow             | 1             | 48              |
| 17.     | Shane McMahon       | 1             | 43              |
| 18.     | Perry Saturn        | 1             | 37              |
| 19.     | Mideon              | 1             | 34              |
| 19.     | Mark Henry          | 1             | 34              |
| 21.     | Spike Dudley        | 1             | 28              |
| 22.     | Jeff Hardy          | 1             | 14              |
| 23.     | Bradshaw            | 1             | 8               |
| 24.     | Crash Holly         | 1             | 2               |
| 25.     | Jeff Jarrett        | 1             | 1               |
| 25.     | Chris Jericho       | 1             | 1               |
| 27.     | Rob Van Dam         | 1             | 0               |